# なつなぐ!
『なつなぐ！』は、熊本県製作による日本のテレビアニメ作品。2020年1月から2020年3月までTOKYO MX、熊本放送にて放送された。
2016年に発生した熊本地震の復興プロモーションとして熊本県が製作する。メインスタッフやメインキャストは熊本県出身者が起用され、熊本県を舞台とした制作プロジェクト「オール熊本アニメ」を立ち上げることになった。自治体製作のアニメを地上波で1クール放送するのは初めてとなる。

## 登場人物
（※） キャストの出典については基本的に右記を参照。
欅 夏奈（けやき なつな）
声 - 橋本愛
本作の主人公である東京在住の女子大学生。熊本在住の「友人」itsuki（いつき）とオンラインゲームを通じて親しくしていたが、熊本の震災を機に連絡が疎遠になってしまっていた。しばしの時が流れたある日、突然「会いたい」とだけ書いたメールをよこしたことを機に、震災から復興のさなかにある熊本を訪れる。
千葉 いずみ（ちば いずみ）
声 - 青山吉能
熊本の中学生。ひょんなことから夏奈と縁を持って、夏奈を家に滞在させる。警察官である正義に好意がある。
しっかり者。
千葉 シゲ蔵（ちば シゲぞう）
声 - 千葉繁
いずみの父。青果店を営む。大らかな性格で、いずみが連れてきた夏奈を家に滞在させて温かく見守る。
千葉小百合
声 - 寺崎裕香
いずみの母。
前園正義
声 - 古川慎
正義感あふれる警察官。
楠　伊月　(くすのき　いつき)
声 - 斉木美帆
夏奈の「友人」。眼鏡っ娘。ゲームでは「itsuki（いつき）」というネームでプレイしており、ゲーム内でもよく絵を描いていた。
夏奈は熊本で縁を持った人から預かった絵に「itsuki」とサインされていたことを手掛かりに、その絵を描いた伊月と、現在祖母が住む天草で巡り合ったが、最初は自分は「絵の勉強にフランスに留学中の、伊月の同級生」だと説明していた（エンドクレジットでも第11話までは「伊月の友人？」と記載されていた）。
彼女に「いつき」の現状を聞いたことで一区切りを付け帰京する夏奈が最後にもう一度やってきた時、夏奈が彼女への想いを切々と叫んだことが心の様々な蟠りを消し去り、自分の本当の素性と、本心を打ち明けた。

## スタッフ
- 企画 - 日本経済広告社、コミックスマート
- 総監督 - 本多康之[1]
- チーフディレクター - 山元隼一
- シリーズ構成・脚本 - どめし[1]
- キャラクター原案 - noroanna
- キャラクターデザイン - 上薗隆浩
- 色彩設計 - 島方亜矢子
- 美術監督 - 中村豪希
- 撮影監督 - 今泉秀樹
- 編集 - 茶圓一郎
- 音響監督 - 長崎行男
- 音楽 - DAIJIRO NOZAWA
- 音楽プロデューサー - 石川高廣
- プロデューサー - 福留俊[1]、吉田哲也、深江暢、岩澤朋也
- アニメーションプロデューサー - 加納秀紀
- 制作プロダクション - IMAGICA Lab.
- 製作・著作 - 熊本県

## 主題歌
「Camellia」
Rioによるエンディングテーマ。作詞・作曲・編曲はINSPRDIA。
「オカエリナサイが聞こえる町」
樋口了一の作詞・作曲・編曲・歌による第三話・第九話エンディングテーマ。
「DAYS 〜Acoustic Ver〜」
Rioによる第十一話挿入歌。作詞・作曲・編曲はINSPRDIA。
「希望への道」
Rioによる第十二話挿入歌。作詞・作曲はINSPRDIA、編曲はG.O.A Taro。

## 各話リスト
| 話数     | サブタイトル         | 絵コンテ          | 演出     | 作画監督          |
| -------- | -------------------- | ----------------- | -------- | ----------------- |
| 第一話   | なつのひ             | 山元隼一          | 山元隼一 | 谷翔太郎          |
| 第二話   | やすみのごご         | 山元隼一          | 山元隼一 | 山元隼一          |
| 第三話   | かぜにふかれて       | 山元隼一          | 山元隼一 | 谷翔太郎          |
| 第四話   | ぎんいろのゆめ       | 山元隼一          | 山元隼一 | 谷翔太郎          |
| 第五話   | わたしのだいじなひと | 山元隼一          | 山元隼一 | 山元隼一          |
| 第六話   | 14さい               | 山元隼一          | 山元隼一 | 谷翔太郎          |
| 第七話   | わたしのなつ         | 山元隼一          | 山元隼一 | 山元隼一          |
| 第八話   | このまち             | 山元隼一          | 山元隼一 | 谷翔太郎          |
| 第九話   | でんわ               | 佐野隆史          | 山元隼一 | 谷翔太郎          |
| 第十話   | つめたいつき         | 佐野隆史          | 山元隼一 | 新谷憲            |
| 第十一話 | わたしのように       | 久保洋祐          | 山元隼一 | 山元隼一 谷翔太郎 |
| 第十二話 | みち                 | 久保洋祐 山元隼一 | 山元隼一 | 谷翔太郎          |

## 放送局
| 放送期間                | 放送時間                       | 放送局   | 対象地域 | 備考         |
| ----------------------- | ------------------------------ | -------- | -------- | ------------ |
| 2020年1月7日 - 3月24日  | 火曜 01:35 - 01:40（月曜深夜） | TOKYO MX | 東京都   |              |
| 2020年1月10日 - 3月27日 | 金曜 00:53 - 00:58（木曜深夜） | 熊本放送 | 熊本県   | 作品の舞台地 |

| 配信期間                | 更新時間      | 配信サービス                                   | 備考   |
| ----------------------- | ------------- | ---------------------------------------------- | ------ |
| 2020年1月10日 - 3月27日 | 金 00:00 更新 | GANMA!                                         | [ 9 ]  |
| 2020年1月21日 -         | -             | YouTube 熊本県広報グループ - YouTubeチャンネル | [ 10 ] |

## インターネットテレビ
フライングなつなぐ!
2019年12月17日からYouTubeで配信開始。アニメ「なつなぐ!」と熊本県を知ってもらうために開設されたフライングなつなぐ!チャンネルにて配信。千葉いずみ役で熊本出身の青山吉能が出演。